# العلاقات المكسيكية الغواتيمالية
العلاقات المكسيكية الغواتيمالية هي العلاقات الثنائية التي تجمع بين المكسيك وغواتيمالا.

## مقارنة بين البلدين
هذه مقارنة عامة ومرجعية للدولتين:
| وجه المقارنة                                              | المكسيك                                                                               | غواتيمالا       |
| --------------------------------------------------------- | ------------------------------------------------------------------------------------- | --------------- |
| المساحة (كم2)                                             | 1.97 مليون                                                                            | 108.89 ألف      |
| عدد السكان (نسمة)                                         | 130.53 مليون                                                                          | 17.26 مليون     |
| الكثافة السكانية (ن./كم²)                                 | 66.26                                                                                 | 158.51          |
| العاصمة                                                   | مدينة مكسيكو                                                                          | غواتيمالا       |
| اللغة الرسمية                                             | اللغة الإسبانية                                                                       | اللغة الإسبانية |
| العملة                                                    | بيزو مكسيكي                                                                           | كتزال غواتيمالي |
| الناتج المحلي الإجمالي (بليون دولار)                      | 1.15 تريليون                                                                          | 75.62 مليار     |
| الناتج المحلي الإجمالي (تعادل القوة الشرائية) بليون دولار | 2.16 تريليون                                                                          | 126.21 مليار    |
| الناتج المحلي الإجمالي الاسمي للفرد دولار أمريكي          | 9.01 ألف                                                                              | 3.90 ألف        |
| الناتج المحلي الإجمالي للفرد دولار أمريكي                 | 17.32 ألف                                                                             | 7.45 ألف        |
| مؤشر التنمية البشرية                                      | 0.756                                                                                 | 0.627           |
| رمز المكالمات الدولي                                      | +52                                                                                   | +502            |
| رمز الإنترنت                                              | .mx                                                                                   | .gt             |
| المنطقة الزمنية                                           | منطقة زمنية وسطى، المنطقة الزمنية الجبلية، زمن منطقة المحيط الهادئ، منطقة زمنية شرقية | 00              |

## مدن متوأمة
في ما يلي قائمة باتفاقيات التوأمة بين مدن مكسيكية وغواتيمالية:
- ترتبط Benito Juárez Municipality, Quintana Roo [الإنجليزية]‏ مع أنتيغوا غواتيمالا باتفاقية توأمة.[14]
- ترتبط كامبيتشي مع كويتزالتنانغو باتفاقية توأمة.
- ترتبط Metepec, State of Mexico [الإنجليزية]‏ مع أنتيغوا غواتيمالا باتفاقية توأمة.
- ترتبط أكابولكو مع Puerto Quetzal [الإنجليزية]‏ باتفاقية توأمة منذ 19 يوليو 2017.[15][16][15][16]
- ترتبط كانكون مع أنتيغوا غواتيمالا باتفاقية توأمة.[14]
- ترتبط مدينة مكسيكو مع غواتيمالا باتفاقية توأمة منذ 1 سبتمبر 2008.[17][17][17][17]
- ترتبط خالابا مع أنتيغوا غواتيمالا باتفاقية توأمة.
- ترتبط سابوبان مع أنتيغوا غواتيمالا باتفاقية توأمة.

## منظمات دولية مشتركة
يشترك البلدان في عضوية مجموعة من المنظمات الدولية، منها:
| علم المنظمة | اسم المنظمة                                                          | تاريخ انضمام المكسيك | تاريخ انضمام غواتيمالا |
| ----------- | -------------------------------------------------------------------- | -------------------- | ---------------------- |
|             | مؤسسة التنمية الدولية                                                | 24 أبريل 1961        | 27 أبريل 1961          |
|             | يونسكو                                                               | 4 نوفمبر 1946        | 2 يناير 1950           |
|             | وكالة ضمان الاستثمار متعدد الأطراف                                   | 1 يوليو 2009         | 11 يوليو 1996          |
|             | الأمم المتحدة                                                        | 7 نوفمبر 1945        | 21 نوفمبر 1945         |
|             | بنك أمريكا الوسطى للتكامل الاقتصادي ‏                                 | ?                    | ?                      |
|             | وكالة حظر الأسلحة النووية في أمريكا اللاتينية ومنطقة البحر الكاريبي ‏ | ?                    | ?                      |
|             | الاتحاد البريدي العالمي                                              | ?                    | ?                      |
|             | البنك الدولي للإنشاء والتعمير                                        | 31 ديسمبر 1945       | 28 ديسمبر 1945         |
|             | المنظمة الهيدروغرافية الدولية                                        | ?                    | ?                      |
|             | الاتحاد الدولي للاتصالات                                             | 1 يوليو 1908         | 10 يوليو 1914          |
|             | منظمة حظر الأسلحة الكيميائية                                         | ?                    | ?                      |
|             | مؤسسة التمويل الدولية                                                | 20 يوليو 1956        | 20 يوليو 1956          |
|             | منظمة التجارة العالمية                                               | 1995                 | ?                      |
|             | منظمة الشرطة الجنائية الدولية                                        | ?                    | ?                      |

## أعلام
هذه قائمة لبعض الشخصيات التي تربطها علاقات بالبلدين:
- فيكتوريانو سالادو ألفاريز (1867[24][25][26] – 1931[24][25][26])
- ميغل أنخل أستورياس (19 أكتوبر 1899[27][28][29] – 9 يونيو 1974[27][30][31])
- ياهو تشياباس (لاعب كرة قدم مكسيكي، 3 أكتوبر 1985[32] – )

## وصلات خارجية
- موقع وزارة الخارجية المكسيكية
- موقع وزارة الخارجية الغواتيمالية